# Prince Amoako
Prince Koranteng Amoako (Acra, Gran Acra, Ghana, 19 de noviembre de 1973) es un exfutbolista ghanés. Se desempeñaba en la posición de mediocentro ofensivo.
Es el primer y único africano en disputar una final de Copa Libertadores jugando la final de 1997 vistiendo los colores del Sporting Cristal de Perú, En aquella edición disputó sólo el partido de vuelta en que Cruzeiro de Brasil se impuso por un gol a su equipo. 
Integró la Selección de fútbol de Ghana que participó en la Copa Africana de Naciones 2002 y que avanzó hasta cuartos de final.
Es el único futbolista africano que ha jugado un clásico cordobés.

## Clubes
| Club                       | País      | Año       |
| -------------------------- | --------- | --------- |
| Dawu Youngstars            | Ghana     | 1993      |
| Asante Kotoko              | Ghana     | 1995-1996 |
| Sporting Cristal           | Perú      | 1997-1998 |
| Deportivo Municipal        | Perú      | 1998-1999 |
| Talleres de Córdoba        | Argentina | 1999      |
| Granada C. F.              | España    | 1999-2000 |
| Nafpaktiakos Asteras F. C. | Grecia    | 2000-2001 |
| F. C. Saturn               | Rusia     | 2001-2004 |
| Asante Kotoko              | Ghana     | 2005-2006 |